# Meyerinck (Adelsgeschlecht)
Meyerinck ist der Name eines westfälisch-preußischen Adelsgeschlechts.

## Geschichte
Das Geschlecht Meyerinck gehört zum alten Adel der Grafschaft Mark. Die Familie erscheint urkundlich zuerst um die Mitte des 16. Jahrhunderts mit Dietrich von Meyering, der mit Anna von Ramschwag vermählt war. Beider Sohn Christoph war um 1568 mit Anna von Lennep vermählt. Die Stammreihe beginnt im Kleveschen mit Bernhard von Meyering um 1630.

## Angehörige
- Dietrich Reichard von Meyerinck (1701–1775), preußischer Generalleutnant
- Heinrich von Meyerinck (1786–1848), deutscher Forstmann und Botaniker
- Ludwig von Meyerinck (1789–1860), preußischer Hofmarschall[1]
- Richard von Meyerinck (1802–1885), preußischer Generalmajor
- Richard von Meyerinck (1812–1889), preußischer Hofmarschall und Oberjägermeister[2]
- Hubert von Meyerinck (1827–1900), preußischer Generalleutnant und Schriftsteller
- Freda Freifrau von Rechenberg, geborene von Meyerinck (1869–1962), deutsche Politikerin (DNVP)
- Hubert von Meyerinck (1896–1971), deutscher Schauspieler

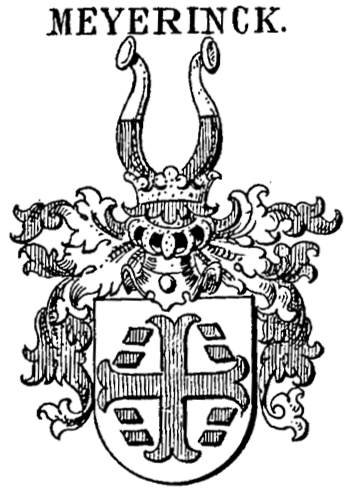
Wappen derer von Meyerinck

## Wappen
In Silber ein rotes Ankerkreuz, in den Winkeln von je zwei roten Schindeln begleitet. Auf dem Helm mit rot-silbernen Decken zwei von Rot und Silber übergeteilte Büffelhörner.